# Roser Oduber Muntañola
Roser Oduber Muntañola (Panamá, 1957) es una artista y gestora cultural, actualmente directora del Centre d'Art Contemporani i Sostenibilitat (CACiS) El Forn de Calç, situado en Calders, y presidenta de la Associació d'Artistes Visuals de la Catalunya Central. Fue fundadora de la Taula de les Arts Visuals de la Catalunya Central (TAV-CC) y ejerció la presidencia desde 2015 hasta 2021. También es fundadora de la Xarxa d’Espais de Creació de Catalunya, XarxaProd, y actualmente es su vicepresidenta.
Además, es directora artística del Festival Jardins de Llum de Manresa desde 2015 hasta 2025 y, desde 2020, del Festival de Land Art Microscopies en la Anella Verda de Manresa.
Artista con una larga trayectoria profesional, ha expuesto su obra en centros destacados como el Espai Volart de la Fundación Vila Casas de Barcelona y el Centro Cultural Casino de Manresa. Su obra forma parte de colecciones de arte contemporáneo a nivel nacional e internacional, incluyendo la del Museo Can Framis.
En 2021, recibió el Premi Bages de Cultura por su activismo en la promoción de las artes visuales y su compromiso con una práctica artística con perspectiva de género y respeto por el entorno.

## Roser Oduber y El Forn de Calç
El Centre d’Art Contemporani i Sostenibilitat (CACiS) El Forn de Calç, situado en Calders, es una instalación cultural dedicada a la promoción del Arte contemporáneo y la Sostenibilidad. Fundado por Roser Oduber, este espacio combina el arte y la conciencia medioambiental para ofrecer una propuesta que fomenta tanto la creatividad como la preservación del medio ambiente.
Ubicado en un antiguo horno de cal rehabilitado, El Forn de Calç es un espacio de creación y exposición donde, además de mostrar sus propias obras, Oduber promueve actividades que sensibilizan sobre la relación entre el arte y el medio ambiente. Se convierte así en un lugar de encuentro y reflexión sobre los retos contemporáneos, con la voluntad de vincular el arte con los contextos locales y globales de la sostenibilidad.

### El Centre d’Art Contemporani i Sostenibilitat (CACiS)
El CACiS, con sede en El Forn de Calç, es una entidad que integra la creación artística con una profunda conciencia ecológica. Este centro ofrece un espacio para la creación, exposición y reflexión artística, poniendo el acento en la responsabilidad medioambiental.
A través del CACiS, Roser Oduber impulsa prácticas artísticas que utilizan materiales sostenibles y promueven el respeto por el medio ambiente, además de fomentar proyectos colaborativos y educativos con la comunidad local. Gracias a su labor de gestión cultural, el CACiS se ha consolidado como un referente para artistas que trabajan desde un enfoque ecológico y socialmente comprometido.
Roser Oduber es una artista y activista que, hace cuarenta años, se estableció en una masía del término de Calders, donde rehabilitó unos antiguos hornos de cal y fundó un centro de exhibición y residencia. En su nombre, el centro incorpora dos de las principales inquietudes que han marcado su carrera: el Arte Contemporáneo y la Sostenibilidad.
En las primeras etapas, Oduber desarrolló una impresionante figuración de gran expresividad, con un tratamiento dinámico y contundente del cuerpo humano. Sus figuras, agitadas y cargadas de dramatismo, escenificaban los conflictos internos del ser humano, una línea de trabajo que la distinguía y en la que desplegaba su extraordinario talento como dibujante. Becada en Pauligne, Francia, por el Instituto Norte-Americano Azazel, Oduber decidió alejarse de la figuración entre 1994 y 1996 y adentrarse en el mundo de la materia. Influida por la austeridad de su entorno en Calders, su trabajo evolucionó hacia la rusticidad, una depuración hacia lo genuino, natural y primitivo. Así lo plasmó en su exposición de 1996 para la Torre Vella (Salou).
El siguiente paso en su proceso evolutivo fue la muestra El gen dels somnis (2000) en Àmbit Galeria d'Art y en el Museo de Arte Moderno de Tarragona (MAMT), a finales de 2002. Su experimentación con materiales poco comunes, como piel y embalaje de serpiente, culminó con la obtención del Premi Salou de Recerca Pictòrica en 2004. Este ciclo sobre la serpiente continuó con la exposición Arran de pell en Àmbit Galeria d'Art (catálogo de Daniel Giralt-Miracle).

### D-ments + D-liris
La apertura de El Forn de Calç al público y la creación del Centre d'Art CACiS en 2008 dieron paso a un nuevo escenario en su carrera. Así nació D-ments, una exposición presentada en el Espai Volart de la Fundación Vila Casas a principios de 2011. D-ments reveló muchas de las inquietudes de la autora y se convirtió en un desencadenante de nuevas reflexiones sobre los intrincados laberintos de la mente, el pensamiento, la memoria y el olvido.
En 2013, dentro del Festival Mirades de Dones, organizado por MAV (Mujeres en las Artes Visuales), el Museo Comarcal de Manresa y el Ajuntament de Manresa, se presentó la exposición y el vídeo D-ments + D-Liris en las salas del Casino de Manresa. El catálogo de la exposición, escrito por Gloria Bosch Mir, señala que el término "delirio" proviene del latín de-lirare, que significa "salir" o "salir del surco al arar la tierra".

### Itinerari de l’oblit
En el verano de 2018, un año después de la pérdida de su hijo, Roser Oduber presentó en Manresa la exposición Itinerari de l’oblit, en la que profundizó en el azar, la genética y exploró en su propio laboratorio sobre placas de Petri, utensilios comunes en los laboratorios científicos donde se cultivan microorganismos.
 

En esta obra, Oduber reafirma su confianza en la autenticidad áspera de la materia, de la que ha eliminado cualquier elemento icónico y colorido, buscando expresar sentimientos profundos a través de la cal, un material que simboliza la pureza, la sanación y la depuración.

### Límits
Del 5 de mayo al 3 de julio de 2022, el Tinglado 1 del Port de Tarragona  acogió la exposición Límits, considerada como una transición hacia su momento actual. 
El concepto de "límites" ha ido evolucionando en su obra, ampliándose cada vez más y abarcando diferentes enfoques, propósitos e intenciones, y sigue siendo el núcleo de su investigación artística actual.

### Exposiciones Individuales
Su primera exposición individual tuvo lugar en 1979 en Panamá, en la Sala Simón Bolívar. Desde entonces, ha realizado numerosas exposiciones individuales, entre las que destaca la serie Evolució ver al "NIGRO", presentada en 1989 en la Galería Sergi Sánchez de Manresa. En 1991, expuso por primera vez en Barcelona, en la Galería Cartoon, con la muestra Líneas que conforman Naipes. Durante esos años, presentó su trabajo en varias galerías de toda España, como la Urban Gallery de Zaragoza (1994) y la Galería Luisa Torres de Valencia (1994). En 1997, expuso en Torroella de Montgrí, en el Palau Solterra, donde se inició la Fundación Vila Casas. A partir de 1998, estableció una colaboración de larga duración con la Àmbit Galeria d'Art de Barcelona, donde expuso de manera regular hasta 2010.
En Manresa, también ha tenido una presencia destacada. Expuso en la Galería Símbol en 1994, en la Sala Plana de l’Om en los años 1995 y 1997, y en la Galería Rubiralta en 2004 y 2005. En el Espai 7 del Centre Casino de Manresa su obra se ha presentado en diferentes ocasiones, como en 2009, 2010, 2011, 2012 y 2019, y volverá a exponer allí en abril de 2025. También en el Cercle Artístic de Manresa (2018).
En 2001, expuso El batec de la Matèria en el Museo de Arte Moderno de Tarragona, y al año siguiente, en la Chapelle des Pénitents Blancs de Gordes, en Marsella (Francia). En 2007, su obra fue exhibida durante todo un año en el Palau Solterra de la Fundación Vila Casas, en Torroella de Montgrí. Posteriormente, en 2011, expuso en el Espai Volart de la Fundación Vila Casas, en la calle Ausiàs March de Barcelona.

### Exposiciones Colectivas
Ha participado en numerosas exposiciones colectivas, destacando su presencia en el Salon des Indépendants de París en 1984, y en el Salón “Grands et Jeunes d’aujourd’hui” en 1995. En Madrid, ha expuesto en Encuentros de Arte (1989) y en la Galería Rafael García (2004). En Galveston (Texas), formó parte de la muestra de Art Echo Gallery en 1994, y en 2008 exhibió su obra en HAUSER HOFMANNKunst - Art – Arte, en Thayngen, Suiza. También presentó el proyecto Versiones de una cicatriz en el Ayuntamiento de Chihuahua y en el Museo Dolores Olmedo de Ciudad de México (2015).
Entre otras, ha expuesto en Bazarnes (Lyon), Perpiñán y Marsella, así como en diferentes espacios de arte de Calders, Artés, Granollers, Gironella, Konvent.0, Castillo de Aro, Moyá, Gerona, Tarragona, Los Puertos de Morella, Gavá, Tarrasa e Igualada.
En los últimos años, ha seguido presentando su obra en espacios destacados. En 2020, participó en el Festival InundArt de artes visuales y performance en la Casa de Cultura de Girona. Al año siguiente, en 2021, expuso en el Espai Isern Dalmau - Fundació Lluís Coromina, y en 2022 en el Centre d'Art Mèdol de Tarragona. En 2023, formó parte de la exposición del Museo Reina Sofia de Madrid, ¡Mujercitas del mundo entero, uníos! Autoras del cómic adulto (1967-1993).

### Obra Permanente y Colecciones
Tiene obra permanente en varias colecciones, incluidas las de Madrid, Colmenar Viejo y Villalba, así como en las colecciones culturales de Caja Madrid y Fundación "la Caixa", En Barcelona, su obra forma parte de la colección del Museo Can Framis adquirida por la Fundación Vila Casas. 
En Francia, cuenta con dos instalaciones escultóricas en Pauligne, en los jardines de la Fundación norteamericana Azazel, cerca de Carcasona: Els enamorats (1995) y L’Heremit (1996).
También está representada en colecciones institucionales y museos como la Fundación La Sardana, la Colección de la Diputación Provincial de Mallorca en Sinéu, el Museu L’Estació de Salou, la Obra Cultural de Caixa Barcelona, la Colección de Arte Contemporáneo Avalanche, el Museu d'Art Modern de Barcelona y la Fundación Alcort de Binéfar.
En 2008, inauguró el Centre d’Art Contemporani El Forn de la Calç (CACiS), que durante más de ocho años organizó el Festival Efímera. En 2012, participó en el proyecto Manresa Vi-Suals, y en 2014, asumió la dirección del Festival Jardins de Llum, dedicado al arte efímero.
En 2015, inauguró en el Centre d’Art Contemporani i Sostenibilitat en Calders, del cual es directora, la muestra Picant pedra. En 2017, formó parte del Comité Asesor de Manresa, que fue Capital de la Cultura en 2018.
En 2020, impulsó Microscopies, un proyecto conjunto con el Ajuntament de Manresa y el CACiS, que desarrolla instalaciones artísticas respetuosas con el entorno para reflexionar sobre la relación entre humanos y naturaleza.
Oduber también ha trabajado en el ámbito editorial, con pequeñas publicaciones de cuentos infantiles para la Editorial Carroggio y algunas portadas para la Editorial Plaza & Janés, siguiendo la tradición familiar, ya que sus padres también crearon cubiertas para libros.
Ha sido colaboradora en proyectos educativos durante más de diez años, formando parte del programa Arts, Mestres i Creació, organizado por el Centre de Recursos Pedagògics del Bages-Moianès, la Fundació Universitària U-Manresa, la TAV-CC  y el CACiS, donde coordina las propuestas educativas para escuelas y profesorado. Dentro de este programa, en 2021 formó parte del grupo de trabajo Territoris híbrids / Espais fronterers, centrado en prácticas artísticas transformadoras. En 2022, colaboró con U-Manresa, y en 2023 y 2024, con el Centre de Recursos Pedagògics del Bages-Moianès.
En 2012 presentó el proyecto Natura ésCultura, y en 2013, en Barcelona, dio a conocer el Aula Ambiental del Bosc, un taller para profesorado. En 2014, participó en las VI Jornades de Diàlegs Educatius organizadas por la Fundación Universitaria del Bages.
A lo largo de su trayectoria, ha recibido varios premios y reconocimientos, entre los que destacan:
- Premio de Ràdio 4 (1992) por su contribución a la mujer en el cómic.[66]
- Finalista en la Biennal del Deporte (1994).[66]
- Premio de la Fundación norteamericana Azazel (1995).[66]
- Finalista en el Salón de Grands et Jeunes d’Aujourd’hui de París (1996), en el Donart (2001), en el Ricard Camí (2003) y en el Vila Casas de Torroella de Montgrí.[66]
- Primer Premio de Recerca Pictòrica de Salou (2004).[20][67]
- Premio Cultura del diario Regió7 (2019). [68][69]
- Premio Bages de Cultura (2021) por su labor de promoción de las artes visuales, su compromiso con la perspectiva de género y el respeto por el entorno.[5][70]

1. ↑  «Roser Oduber - Biografia» (PDF). Fundació Vila Casas. Consultado el 4 de abril de 2025.
2. ↑  «Roser Oduber: «El dèficit d’interès és el pitjor que hi ha a la humanitat»». VilaWeb. 8 de noviembre de 2022. Consultado el 4 de abril de 2025.
3. 1 2  «CACiS - Centre d’Art Contemporani i Sostenibilitat». Ajuntament de Calders. Consultado el 4 de abril de 2025.
4. ↑  «Neix la primera associació d’artistes visuals de la Catalunya Central». Regió7. 30 de marzo de 2021. Consultado el 4 de abril de 2025.
5. 1 2 3  «Roser Oduber rep el Premi Bages de Cultura 2021». Òmnium Cultural. 2021. Consultado el 4 de abril de 2025.
6. ↑  «Equip de Xarxaprod». XarxaProd. Consultado el 4 de abril de 2025.
7. 1 2  «Jardins de Llum a Manresa». Núvol. 16 de febrero de 2019. Consultado el 4 de abril de 2025.
8. 1 2  «Quan l’art es fon amb la natura». Núvol. 5 de abril de 2021. Consultado el 4 de abril de 2025.
9. ↑  «Barcelona: l’artista a l’abast a l’Espai Volart». Bonart. 14 de febrero de 2020. Consultado el 4 de abril de 2025.
10. ↑  «Roser Oduber porta a Manresa un treball fet de matèria i llum». Regió7. 5 de febrero de 2013. Consultado el 4 de abril de 2025.
11. 1 2  «Obres de Roser Oduber a la col·lecció del Museu Can Framis» (PDF). Fundació Vila Casas. Consultado el 4 de abril de 2025.
12. ↑  «El forn de calç de Calders, un centre d’art contemporani i sostenibilitat». El 9 Nou. 3 de junio de 2021. Consultado el 4 de abril de 2025.
13. ↑  «Centre d’Art Contemporani i Sostenibilitat – CACiS». Moianès Turisme. Consultado el 4 de abril de 2025.
14. ↑  «YouTube - El forn de la calç». YouTube. Consultado el 4 de abril de 2025.
15. ↑  «La qüestió de l’art contemporani». Regió7. 26 de noviembre de 2021. Consultado el 4 de abril de 2025.
16. 1 2 3 4 5 6 7  «Publicación de la Fundación Vila Casas». pp. 11-13. Consultado el 4 de abril de 2025.
17. 1 2  «YouTube - Entrevista amb Roser Oduber». YouTube. Consultado el 4 de abril de 2025.
18. ↑  Silvia Armangué Jorba (2000). El gen que mou els somnis: Roser Oduber (en cat). Àmbit. Galeria d'Art. p. 24.
19. ↑  «Roser Oduber al Museu d’Art Modern de Tarragona». Real Academia de Bellas Artes de San Fernando. Consultado el 4 de abril de 2025.
20. 1 2  «El III Premi Salou de Recerca Pictòrica ja té guanyador». Ajuntament de Salou. Consultado el 4 de abril de 2025.
21. ↑  «El batec de la matèria». Biblioteca Nacional de España. Consultado el 4 de abril de 2025.
22. ↑  «Roser Oduber, tensió i reflexió a Espai Volart». Regió7. 2 de febrero de 2011. Consultado el 4 de abril de 2025.
23. ↑  «D-Ments». Museu d'Art Contemporani. Consultado el 4 de abril de 2025.
24. ↑  «Es posa en marxa a la Virreina el Festival Mirades de Dones». Bonart. Consultado el 4 de abril de 2025.
25. ↑  «El batec de la matèria». Biblioteca Nacional de España. Consultado el 4 de abril de 2025.
26. ↑  «La darrera producció de Roser Oduber - D_liris al Centre Cultural Casino». Bonart. Consultado el 4 de abril de 2025.
27. 1 2  «Exposició "Itinerari de l'Oblit" de Roser Oduber». Cercle Artístic Manresa. 1 de agosto de 2018. Consultado el 4 de abril de 2025.
28. ↑  «Roser Oduber porta al Cercle Artístic l'Itinerari de l'oblit». Regió7. 24 de agosto de 2018. Consultado el 4 de abril de 2025.
29. ↑  «El Tinglado 1 del Port de Tarragona acull "Límites" de Roser Oduber». Port de Tarragona. Consultado el 4 de abril de 2025.
30. ↑  «El Port de Tarragona acull *Límits* de Roser Oduber». Europa Press. 8 de mayo de 2022. Consultado el 4 de abril de 2025.
31. ↑  «Roser Oduber indaga els límits entre el món físic i l’espiritual». Regió7. 9 de diciembre de 2022. Consultado el 4 de abril de 2025.
32. ↑  «Quan reparem trencadís també fem art». Regió7. 22 de abril de 2021. Consultado el 4 de abril de 2025.
33. ↑  «Roser Oduber – Urban Gallery». Urban Gallery. Consultado el 4 de abril de 2025.
34. ↑  «Obres de Roser Oduber». Fundació Vila Casas. Consultado el 4 de abril de 2025.
35. ↑  «L’Anònima i l’Espai 7 acullen noves propostes d’artistes manresans». Regió7. 4 de junio de 2021. Consultado el 4 de abril de 2025.
36. ↑  «Resultats de la cerca per "Roser Oduber" al Centre Cultural Casino». Manresa Cultura. Consultado el 4 de abril de 2025.
37. ↑  «Roser Oduber exposa a partir de demà al Cercle Artístic de Manresa». Regió7. 23 de agosto de 2018. Consultado el 4 de abril de 2025.
38. ↑  Oduber Muntañola, Roser (2001). El batec de la matèria (en castellano). Diputació Provincial de Tarragona. p. 36. ISBN 978-84-95835-01-7.
39. ↑  «El batec de la matèria». Biblioteca Nacional de España. Consultado el 4 de abril de 2025.
40. ↑  «Versiones de una cicatriz». CACiS. Consultado el 4 de abril de 2025.
41. ↑  «Artistas plasman visión sobre la cicatriz en el Museo Dolores Olmedo». Sin Embargo. Consultado el 4 de abril de 2025.
42. ↑  «Llevan 16 mujeres chihuahuenses exposición multidisciplinaria a México y Venezuela». La Opción. 26 de abril de 2015. Consultado el 4 de abril de 2025.
43. ↑  «InundArt es posa en marxa». Bonart. Consultado el 4 de abril de 2025.
44. ↑  «XXII Biennal d'Art Contemporani Català». Fundació Lluís Coromina. Consultado el 4 de abril de 2025.
45. ↑  «Mèdol, el nuevo centro de arte de Tarragona y su programación 2022». Exibart. Consultado el 4 de abril de 2025.
46. ↑  «El Mèdol aglutina talent tarragoní amb dues noves exposicions». Ajuntament de Tarragona. 1 de marzo de 2022. Consultado el 4 de abril de 2025.
47. ↑  «¡Mujercitas del mundo entero, uníos! Autoras del cómic adulto (1967-1993)». Museo Reina Sofía. Consultado el 4 de abril de 2025.
48. ↑  «Espai per als artistes a mig camí entre la modernitat i el passat». 10 de noviembre de 2007. Consultado el 4 de abril de 2025.
49. ↑  «Diversos artistes seran avui a la mostra artística Efímera». 1 de noviembre de 2018. Consultado el 4 de abril de 2025.
50. ↑  «El projecte cultural Vi-Suals presenta la programació d’enguany sota el concepte “Empeltats”». 2019. Consultado el 4 de abril de 2025.
51. ↑  «La mostra de l’Espai 7 reivindica l’art femení amb Roser Oduber». 3 de marzo de 2023. Consultado el 4 de abril de 2025.
52. ↑  «Exposició "Picant Pedra" – Comiat de Manresa amb una visita guiada». No disponible. Consultado el 4 de abril de 2025.
53. ↑  «Presentació del Consell Assessor encarregat de la programació del Consell». 14 de noviembre de 2017. Consultado el 4 de abril de 2025.
54. ↑  «Manresa Capital de la Cultura Catalana 2018». No disponible. Consultado el 4 de abril de 2025.
55. ↑  «Roser Oduber». No disponible. Consultado el 4 de abril de 2025.
56. ↑  «Roser Oduber Muntanyola (1957) - Técnica mixta». No disponible. Consultado el 4 de abril de 2025.
57. ↑  «Llibre El sitio de Soledad - AbeBooks». No disponible. Consultado el 4 de abril de 2025.
58. ↑  «Ciro Oduber (1921-2000)». No disponible. Consultado el 4 de abril de 2025.
59. ↑  «Exposició Llum. Arts, mestres i creació». No disponible. Consultado el 4 de abril de 2025.
60. ↑  «L’art contemporani entra a les escoles de Manresa amb una exposició al Casino». 7 de marzo de 2025. Consultado el 4 de abril de 2025.
61. ↑  «Grup de Treball: Territoris Híbrids. Espais Fronterers». No disponible. Consultado el 4 de abril de 2025.
62. ↑  «Actes 2022 - MAMT Pedagògic». No disponible. Consultado el 4 de abril de 2025.
63. ↑  «Natura i Escultura 2015 - Fundació Setba». No disponible. Consultado el 4 de abril de 2025.
64. ↑  «Demà s’inaugura l’exposició Natura i Escultura al Museu Comarcal». Consultado el 4 de abril de 2025.
65. ↑  «VI Jornades de Diàlegs Educatius - Aprendre més enllà de l’aula». 14 de noviembre de 2014. Consultado el 4 de abril de 2025.
66. 1 2 3 4  «Publicación de la Fundación Vila Casas». p. 14. Consultado el 4 de abril de 2025.
67. ↑  «Document de la Fundació Vila Casas». Consultado el 4 de abril de 2025.
68. ↑  «Qui són els guanyadors de l’edició 2019». Consultado el 4 de abril de 2025.
69. ↑  «El talent de casa llueix a la gala d’entrega». Consultado el 4 de abril de 2025.
70. ↑  «Roser Oduber, Premi Bages de Cultura 2021». Consultado el 4 de abril de 2025.

- Associació d'Artistes Visuals de la Catalunya Central
- CACiS - Centre d'Art Contemporani El Forn de la Calç
- CACiS - El Forn de la Calç
- Jardins de Llum - Manresa Cultura
- Microscopies - Festival de Land Art
- Premis Bages
- Roser Oduber
- TAV-CC - Taula de les Arts Visuals de la Catalunya Central

- Datos: Q96785291